# Valise mexicaine

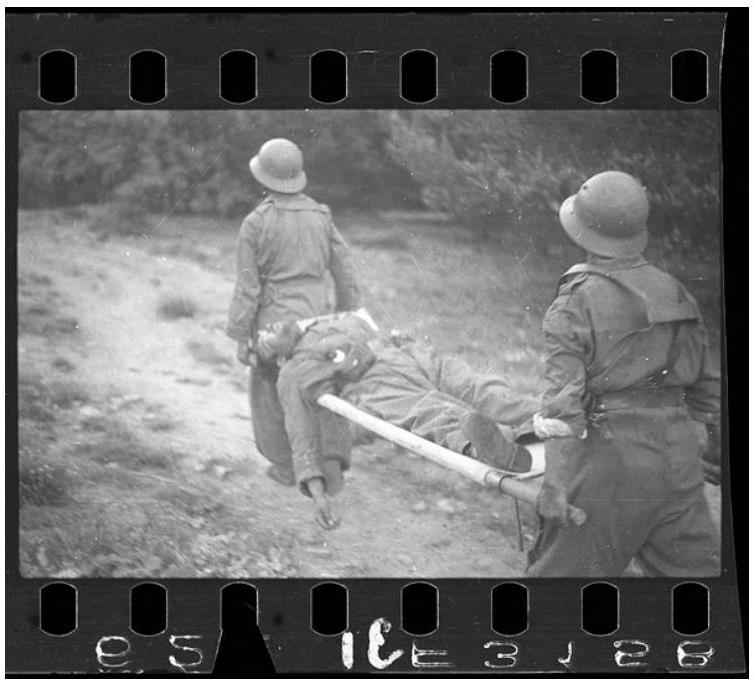
Une photographie de Gerda Taro (1937) de la guerre d'Espagne, issue de la valise.

La valise mexicaine est le nom que l'on donne à un ensemble de trois boîtes contenant environ 4 500 négatifs de photographies de la Guerre civile espagnole prises par Robert Capa, Gerda Taro et David Seymour.

## Historique
Les pellicules disparaissent à Paris en 1939. Elles ont vraisemblablement été rangées dans les trois boîtes avant le départ de David Seymour le 23 mai pour le Mexique à bord du SS Sinaia, un navire embarquant des réfugiés espagnols. En octobre de la même année, Capa lui-même part pour New York et laisse les négatifs dans son studio parisien du 37, rue Froidevaux, à la garde d'un compatriote hongrois, photographe également, Emérico Weisz (es) alias Csiki. Dans une lettre de 1975, Weisz déclarera les avoir confiés à un Chilien rencontré dans la rue afin qu'il dépose le paquet à son consulat. Leur trace se perd alors pendant plus d'un demi-siècle.
C'est en 1995, à Mexico, lors d'une exposition consacrée à la Guerre civile espagnole, que le cinéaste Benjamin Tarver adresse à Jérald R. Green, professeur à Queens College, une lettre contenant la description détaillée de deux mille images figurant dans une collection de négatifs hérités de sa tante ; cette dernière les a elle-même reçus d'un parent, le général Aguilar Gonzalez (es) (1895–1972), ambassadeur mexicain à Vichy en 1941-1942. En 2006, l'espoir d'y retrouver le négatif de la célèbre photographie Mort d'un soldat républicain, dont l'authenticité fait polémique, pousse Richard Weelan, spécialiste de Capa, et Brian Wallis, conservateur en chef de l'International Center of Photography, à convaincre Tarver de les leur transmettre.
Le contenu des trois boîtes peut alors être inventorié : la verte et la rouge contiennent du film enroulé ; la troisième, brune, abrite des enveloppes refermant des pellicules coupées. La collection complète est rendue en 2007 au frère de Robert Capa, Cornell ; Cynthia Young, conservatrice des Archives Robert et Cornell Capa, l'a présentée au public dans une exposition internationale, The Mexican Suitcase. The Rediscovered Spanish Civil War Negatives of Capa, Chim and Taro, inaugurée à New York en septembre 2010.

### Documentaire
- Trisha Ziff (es), La Valise mexicaine, 2011, 86 min, [présentation en ligne]